# Cristin Milioti
Cristin Milioti (Cherry Hill, New Jersey, 1985. augusztus 16. –) amerikai színésznő, Grammy-díjas énekesnő.
A Broadway színpadán futott be, ahol Tony-jelölést kapott, majd számos filmben és sorozatokban szerepelt. Az ismertséget az Így jártam anyátokkal című szituációs komédia hozta meg számára, amelyben a 8. évadtól a címszereplő anyát, Tracy McConnellt alakította. Emellett A Wall Street farkasa (2013) című filmben Teresa Petrillo Belfortot, a Fargo című sorozat második évadában pedig Betsy Solversont alakította.

## Fiatalkora és tanulmányai
1985-ben született a New Jersey állambeli Chery Hill-ben. Szülei olasz származásúak. A Cherry Hill High School középiskolában tanult és érettségizett, majd a New York Egyetem drámaszakára járt, ahol 2007-ben szerzett diplomát. 

## Pályafutása
Kezdetben számos reklámban szerepelt, majd 2008-tól a Broadwayon kezdte meg aktív munkásságát énekes-színésznőként. A Once című musicalben játszott sokáig főszerepet, majd később feltűnt a musical alapján készült filmadaptációban is, melyért Tony-díjra jelölték a "legjobb női főszereplő" kategóriában. Több híres sorozatban kapott mellékszerepeket, többek közt a Maffiózók, A stúdió és A férjem védelmében epizódjaiban.
2012-ben, több szereplőválogatás után, végül őt választották az Így jártam anyátokkal anyájának, Tracy McConnellnek a szerepére. Az első megjelenése a 8. évad utolsó, Valami új című epizódjában volt, 2013-ban a 9. évadtól már ő is csatlakozott a sorozat főszereplőihez.
2013-ban Leonardo DiCaprio oldalán A Wall Street farkasa című filmben játszotta a DiCaprio által alakított szereplő feleségét. A filmet 2013. december 26-án mutatták be az Amerikai Egyesült Államokban.
2017-ben a Fekete tükör negyedik évadjának USS Callister című részében kapta meg Nanette Cole szerepét.

## Filmográfia

### Film
| Év   | Magyar cím              | Eredeti cím                          | Szerep                  | Magyar hang        |
| ---- | ----------------------- | ------------------------------------ | ----------------------- | ------------------ |
| 2007 | Nyár a parton           | Greetings from the Shore             | Didi                    |                    |
| 2009 |                         | Year of the Carnivore                | Sammy Smalls            |                    |
| 2012 |                         | Sleepwalk with Me                    | Janet Pandamiglio       |                    |
| 2012 |                         | I Am Ben (rövidfilm)                 | újságíró                |                    |
| 2012 | Dollár, kanna, szerelem | The Brass Teapot                     | Brandi                  | Gáspár Kata        |
| 2013 |                         | Bert and Arnie's Guide to Friendship | Faye                    |                    |
| 2013 | A Wall Street farkasa   | The Wolf of Wall Street              | Teresa Petrillo Belfort | Pálmai Anna        |
| 2014 |                         | The Occupants                        | Lucy                    |                    |
| 2015 |                         | It Had to Be You                     | Sonia                   |                    |
| 2017 |                         | Breakable You                        | Maud Weller             |                    |
| 2020 | Palm Springs            | Palm Springs                         | Sarah Wilder            | Bogdányi Titanilla |

### Televízió
| Év        | Magyar cím             | Eredeti cím                   | Szerep                          | Megjegyzések                                                        |
| --------- | ---------------------- | ----------------------------- | ------------------------------- | ------------------------------------------------------------------- |
| 2006      | Agykontroll            | 3 lbs                         | Megan Rafferty                  | 1 epizód                                                            |
| 2006–2007 | Maffiózók              | The Sopranos                  | Catherine Sacrimoni             | 3 epizód                                                            |
| 2009      | Zűrös zsaruk           | The Unusuals                  | rajzművész                      | 2 epizód                                                            |
| 2010      | A férjem védelmében    | The Good Wife                 | Onya Eggertson                  | 1 epizód                                                            |
| 2011      | A stúdió               | 30 Rock                       | Abby Flynn / Abby Grossman      | 1 epizód                                                            |
| 2011      | Jackie nővér           | Nurse Jackie                  | Monica                          | 1 epizód                                                            |
| 2013–2014 | Így jártam anyátokkal  | How I Met Your Mother         | Tracy McConnell / anya          | vendégszereplő (8. évad) főszereplő (9. évad)                       |
| 2014–2015 |                        | A to Z                        | Zelda Vasco                     | főszereplő (13 epizód)                                              |
| 2015      | Family Guy             | Family Guy                    | Becca (hangja)                  | 1 epizód                                                            |
| 2015      | Fargo                  | Fargo                         | Betsy Solverson                 | visszatérő szereplő 2. évad (9 epizód)                              |
| 2015–2016 |                        | The Mindy Project             | Whitney                         | visszatérő szereplő (5 epizód)                                      |
| 2016–2018 |                        | The Venture Bros.             | Sirena / egyéb szereplők hangja | 8 epizód                                                            |
| 2017      | Fekete tükör           | Black Mirror                  | Nanette Cole                    | - 1 epizód (USS Callister) - magyar hangja:[forrás?] - Csifó Dorina |
| 2018      |                        | No Activity                   | Frankie                         | főszereplő (2. évad)                                                |
| 2019      | Modern szerelem        | Modern Love                   | Maggie Mitchell                 | - 1 epizód - magyar hangja: - Gáspár Kata                           |
| 2020      |                        | Mythic Quest: Raven's Banquet | Bean                            | 1 epizód                                                            |
| 2020      | 2020: Legyen már vége! | Death to 2020                 | Kathy Flowers                   | különkiadás                                                         |
| 2021      |                        | Ziwe                          | barát                           | 1 epizód                                                            |
| 2021      | A Simpson család       | The Simpsons                  | Barbara Belfry (hangja)         | 1 epizód                                                            |
| 2021      | 2021: Legyen már vége! | Death to 2021                 | Kathy Flowers                   | különkiadás                                                         |
| 2021–2022 | Szerelemre tervezve    | Made for Love                 | Hazel Green                     | - főszereplő - magyar hangja: - Bogdányi Titanilla                  |
| 2022      |                        | The Resort                    | Emma Reed                       | főszereplő                                                          |
| 2023      | Bob burgerfalodája     | Bob's Burgers                 | Alice (hangja)                  | 1 epizód                                                            |
| 2023      | Még egy esély          | Teenage Euthanasia            | Juggsaw                         | 1 epizód                                                            |
| 2024      |                        | Hit-Monkey                    | Iris (hangja)                   | 9 epizód                                                            |
| 2024      | Pingvin                | The Penguin                   | Sofia Falcone                   | - főszereplő - magyar hangja: - Bogdányi Titanilla                  |

## Fordítás
- Ez a szócikk részben vagy egészben  a   Cristin Milioti című angol Wikipédia-szócikk fordításán alapul.  Az eredeti cikk szerkesztőit annak laptörténete sorolja fel. Ez a jelzés csupán a megfogalmazás eredetét és a szerzői jogokat jelzi, nem szolgál a cikkben szereplő információk forrásmegjelöléseként.